# Tần Nhật Cương
Tần Nhật Cương (chữ Hán: 秦日綱, 1821–1856), còn được viết là Tần Nhật Xương (秦日昌), là một thủ lĩnh quân sự cao cấp của chính quyền Thái Bình Thiên Quốc trong lịch sử Trung Quốc. Ông gốc người Hẹ, từng giữ chức Đính Thiên hầu trong bộ máy nhà nước này. Về sau được Đông vương Dương Tú Thanh tiến cử với Thiên vương Hồng Tú Toàn nên năm 1854 ông được phong làm Yến vương nhưng theo như Bắc vương nói chuyện với ông thì đây là ý của Thiên vương, mặc dù Đông vương phản đối quyết liệt nhưng thấy không được nên đã quay sang lấy danh nghĩa tiến cử để lôi kéo ông thành bè phái. Nhưng sau này chính ông đã quay lưng với Đông vương Dương Tú Thanh vì xảy ra nhiều hiềm khích như vụ ông say rượu khi nói chuyện với Trần Thừa Dung mà nói Đông vương là kẻ hại nước sau này bị vũ nữ của Đông điện tâu lại, vụ đánh mã phu của ông đánh người Đông điện khiến ông phải chịu 200 gậy sát uy. Ông đã tạo phe cánh với Bắc vương Vi Xương Huy, Tả thiên hầu Trần Thừa Dung, nhạc phụ của Dực vương Thạch Đạt Khai là Vệ Quốc hầu Hoàng Ngọc Côn cùng một số người khác để chống lại Đông vương, sau trong sự kiện Thiên kinh chi biến ông đã có phần lật đổ Đông vương. Kế ngay sau đó ông lại theo lệnh Thiên vương diệt trừ Bắc vương, Thiên vương đã mượn danh nghĩa là tổ chức mừng thọ cho thân mẫu ông bảo ông mời Vi Xương Huy đến Yến vương phủ dạ tiệc vì ông lúc này đang thuộc phe cánh với Bắc vương rất dễ hành động. Ông còn cùng Trần Thừa Dung nhúng tay vào việc thảm sát gia quyến họ Vi lên tới hàng vạn người và còn bị Bắc vương ép chính tay giết gia quyến trong Dực vương phủ trước đó khiến ông kết thù với Dực vương. Cuối cùng ông bị Dực vương tố cáo trước mặt Thiên vương và yêu cầu giết ông và Trần Thừa Dung thì mới chịu về giúp Thiên Kinh. Ông bị giết và trừ tước sau khi chết vì có tội. Có tài liệu thì nói khi Bắc vương đến bao vây phủ Yến vương của ông thì ông đã chạy ra hỏi và bị giết ngay tại chỗ. 